# Christine Lipp-Wahl
Christine Lipp-Wahl (* 27. Oktober 1963 in Dettingen an der Erms) ist eine deutsche Politikerin (Bündnis 90/Die Grünen). Von Januar bis April 2021 war sie Mitglied des Landtags von Baden-Württemberg.

## Leben
Lipp-Wahl besuchte die Grund- und Hauptschule in Dettingen an der Erms und machte 1983 ihr Abitur am Beruflichen Gymnasium in Reutlingen. Von 1983 bis 1985 absolvierte sie eine Ausbildung zur Medizinisch-technischen Laboratoriumsassistentin am Hygiene-Institut der Eberhard Karls Universität Tübingen. Von 1985 bis 1988 war sie am damaligen Kreiskrankenhaus Bad Urach tätig. Von 1988 bis 1993 studierte sie Pharmazie an der Freien Universität Berlin und an der Universität Tübingen. Sie schloss das Studium mit dem Staatsexamen ab. Im Dezember 1993 erhielt sie ihre Approbation zur Apothekerin. Seit Januar 1994 ist sie als angestellte Apothekerin in öffentlichen Apotheken tätig.
Lipp-Wahl ist seit 2008 Mitglied von Bündnis 90/Die Grünen. Von 2009 bis 2020 war sie Mitglied des Vorstands des Ortsverbands Göppingen von Bündnis 90/Die Grünen. Von 2009 bis 2019 war sie Mitglied des Gemeinderats der Stadt Göppingen. Von 2019 bis 2024 war sie Mitglied des Kreistags des Landkreises Göppingen. Nachdem der Inhaber des Direktmandats für den Landtagswahlkreis Göppingen, Alexander Maier, zum Oberbürgermeister von Göppingen gewählt wurde, rückte Lipp-Wahl zum 1. Januar 2021 in den Landtag nach. Zur Landtagswahl 2021 kandidierte sie nicht erneut. Von November 2023 bis August 2024 war Lipp-Wahl Co-Vorsitzende des Kreisverbands Göppingen von Bündnis 90/Die Grünen.
Lipp-Wahl engagiert sich ehrenamtlich bei mehreren Vereinen, unter anderem im Kuratoriums der Landeszentrale für politische Bildung Baden-Württemberg und im Kuratorium der Stiftung Lebenshilfe Göppingen für Menschen mit Behinderung.
Christine Lipp-Wahl ist evangelisch, verheiratet und hat drei Kinder.